# سوپر (فیلم ۲۰۰۵)
سوپر (به انگلیسی: Super) فیلمی محصول سال ۲۰۰۵ و به کارگردانی پوری جاگاناد است. در این فیلم بازیگرانی همچون آکینی ناگرجونا، سنو سود، آنوشکا شتی، آیشا تاکیا و سایاجی شینده ایفای نقش کرده‌اند.